# Isaac Souza
Isaac de Souza Filho, mais conhecido como Isaac Souza (Rio de Janeiro, 23 de junho de 1999), é um mergulhador profissional medalhista de bronze nos jogos pan-americanos de 2019 e que representou o Brasil nas olimpíadas de verão de 2020.

## Antes do salto ornamental
Vindo de uma família humilde, Isaac teve infância simples em uma casa ao pé da favela da Mangueira, local marcado pela violência no Rio de Janeiro.
Aos 5 anos de idade, Isaac começou a fazer aulas de capoeira devido à elasticidade e energia.
Aos 7 anos de idade, sua mãe, Elizelba, vendo o filho passando os dias executando cambalhotas e estrelas, se deparou com um panfleto no campus da UERJ chamando interessados para uma peneira de ginástica artística. Apesar de não estar empolgado com a ideia no começo, Isaac foi levado por sua mãe para participar da peneira. Lá, o garoto se destacou e passou no teste. Dois meses depois, seu treinador o encaminhou para o Flamengo.
Inspirado por assistir os jogos pan-americanos de 2007 pela TV, Isaac tentou absorver tudo que podia enquanto tentava replicar os movimentos no tablado do clube rubro-negro, onde ficou por quatro anos.
Eventualmente, por conta da rotina pesada e da carga de esforço dos treinos, Isaac optou por deixar a ginástica, mesmo a contragosto de seus pais.

## Carreira no salto ornamental
Logo após deixar a ginástica, aos 11 anos, sob a indicação de um amigo, Isaac convenceu seus pais a tentar um teste no Parque Aquático Julio Delamare, no complexo do Maracanã, para praticar saltos ornamentais.
Ao mesmo tempo em que praticava Saltos Ornamentais, Isaac também fazia aulas de violino, se dividindo entre saltos, música e a escola.
Agradado por poder praticar ao ar livre, Isaac se adaptou muito rápido ao salto ornamental, se transformando em um dos principais nomes brasileiros na categoria.
Em 2013, aos 13 anos, Isaac recebeu um convite para treinar por quatro meses - dividido em dois períodos de dois meses - em Pequim, China, uma das principais potências nos Saltos Ornamentais. Desde então, Isaac passou a integrar a Seleção Brasileira de Saltos Ornamentais.
Quatro anos depois, 2017, logo após as Olimpíadas do Rio, Isaac foi selecionado para receber um repasse do Comitê Olímpico do Brasil por meio do programa solidariedade olímpica, recebendo cerca de 500 dólares mensais da entidade, usando, em principal, para pagar o combustível até os treinos.
Em março de 2018, aos 19 anos, Isaac ganhou o Prêmio Brasil Olímpico, oferecido pelo Comitê Olímpico do Brasil como melhor atleta da modalidade na temporada de 2017.
Em maio de 2019, Isaac foi medalhista nos Jogos Pan-Americanos de Lima. Em agosto, Isaac chegou muito perto de garantir sua classificação para as Olimpiadas de Tóquio de 2020 através do Mundial disputado na Coréia do Sul, ficando a uma posição de conquistar a vaga.
Mesmo assim, o atleta ainda garantiu sua ida para as Olimpíadas de Tóquio através de um evento-teste. No entanto, sua participação nos jogos de Tóquio foi ameaçada por uma decisão da Federação Internacional de Natação (FINA) que, ao perceber que o número de atletas classificados havia superado as 136 cotas disponíveis, precisou mudar os critérios de classificação, tirando a vaga de Isaac. A decisão foi revista em junho do mesmo ano, classificando Isaac novamente para os Jogos de Tóquio.
Logo após conquistar a vaga, Isaac conquistou a medalha de ouro no Grand Prix de Bolzano, na Itália, marcando 377.50 pontos.
Isaac Souza, atleta brasileiro, competiu nas Olimpíadas de Tóquio, alcançando um total de 339.30 pontos em sua modalidade, o que o posicionou na 20ª colocação. Sua jornada nas Olimpíadas se encerrou durante as eliminatórias, não avançando para as etapas subsequentes da competição.
Em 2023, Isaac Souza avançou à final dos saltos ornamentais no Mundial de Esportes Aquáticos de Fukuoka, no Japão, e ficou na 11ª colocação da plataforma de 10m após os seis saltos obrigatórios, com os quais somou um total de 418.95 pontos. Esse resultado garantiu ao brasileiro, assim como aos demais 11 finalistas, uma vaga nos Jogos Olímpicos de Paris.
A poucos dias de participar dos Jogos Olímpicos de 2024 em Paris, enquanto estava treinando, sofreu um rompimento do tendão do cotovelo (tríceps) esquerdo, sendo forçado a abandonar sua participação nos Jogos.